# 국도 제149호선 (일본)

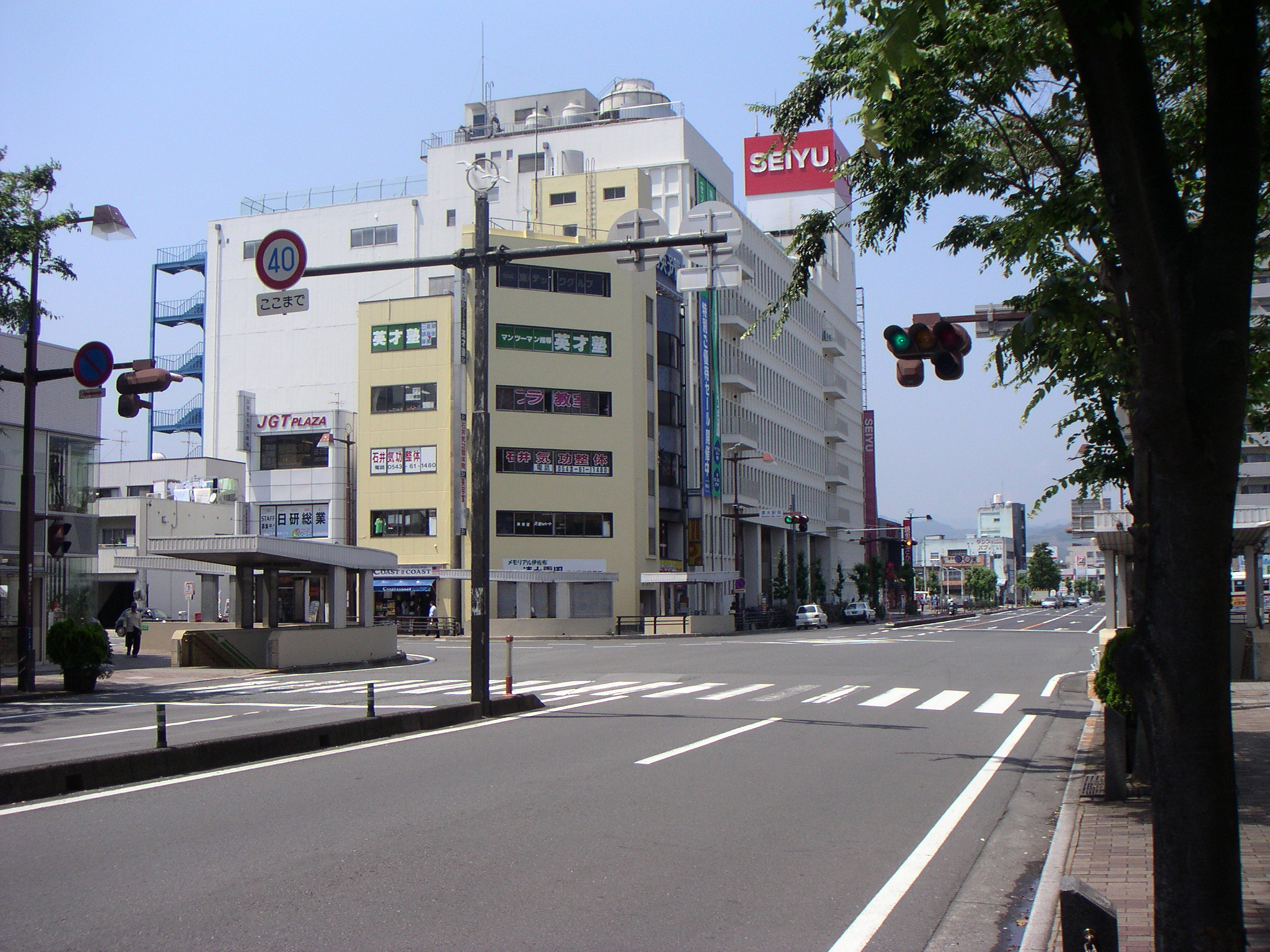
일본 149번 국도의 종점이며, 1번 국도와 교차하는 교차점이다.

국도 제149호선(일본어: 国道149号)은 시즈오카현 시즈오카시 시미즈구의 시미즈항과 시미즈역을 서로 오가는 일반 국도 노선이다. 그러나 이 도로도 성격 특성상 미나토 국도로 분류한다.

## 연혁
- 1953년 5월 18일 : 2급 국도 149호선인 시미즈항 선(시미즈항 ~ 시미즈 역)으로 지정되어 시행
- 1965년 4월 1일 : 도로에 관한 법률 개정으로 1·2급의 구분이 사라짐과 동시에 일반 국도 149호로 다시 지정되어 동시 실시

## 지리
- 통과하는 지자체 : 시즈오카현 시즈오카시 시미즈구가 유일하다.
- 교차하는 도로 : 국도 제1호선, 국도 제150호선
- 총 연장 : 2.6km